# Número de Morton
En mecánica de fluidos, el Número de Morton ({\displaystyle \mathrm {Mo} }) es un número adimensional que se define a partir del número de Reynolds, número de Froude y número de Weber. Es utilizado conjuntamente con el número de Eötvös para caracterizar la forma de burbujas y gotas.

## Etimología
El número de Morton es llamado así en honor a Rose Morton - Sayre, quien lo describió junto a William L. Haberman en 1953.

## Simbología
| Símbolo                       | Nombre                | Unidad  |
| ----------------------------- | --------------------- | ------- |
| {\displaystyle \mathrm {Mo} } | Número de Morton      |         |
| {\displaystyle \mathrm {Fr} } | Número de Froude      |         |
| {\displaystyle \mathrm {Re} } | Número de Reynolds    |         |
| {\displaystyle \mathrm {We} } | Número de Weber       |         |
| {\displaystyle g}             | Gravedad              | m / s2  |
|                               | Líquido               |         |
| {\displaystyle \rho }         | Densidad              | kg / m3 |
| {\displaystyle \sigma }       | Tensión superficial   | N / m   |
| {\displaystyle \mu }          | Viscosidad dinámica   | Pa s    |
| {\displaystyle \nu }          | Viscosidad cinemática | m2 / s  |

## Descripción
Las burbujas de aire afectan la circulación de agua en calderas, por ello, Ernst Schmidt (1934) realizó un análisis dimensional con los números adimensionales: {\displaystyle \mathrm {Re} }, {\displaystyle \mathrm {Fr} } y {\displaystyle \mathrm {We} } (éstos están definidos en función de la velocidad ({\displaystyle u})). Schmidt para su análisis dimensional, redefinió los dos últimos para que no estuvieran en función de la velocidad ({\displaystyle u}). A partir del producto de números adimensionales de la redefinición del número de Weber ({\displaystyle \mathrm {We} }), Rosenberg (1950) definió el número M, el cual Clift et al. (1978) llamaron número de Morton ({\displaystyle \mathrm {Mo} }).
El número de Morton se define como:
{\displaystyle \mathrm {Mo} ={\frac {\mathrm {We} ^{3}}{\mathrm {Fr} ^{2}\ \mathrm {Re} ^{4}}}}
|                                                                        | 1 | 2 | 3                                                                       |
| ---------------------------------------------------------------------- | --- | --- | ----------------------------------------------------------------------- |
| Ecuaciones                                                             | {\displaystyle \mathrm {We} ={\Bigl (}{\frac {\rho }{\sigma }}{\Bigr )}{\sqrt[{3}]{g\ \nu ^{4}\ \mathrm {Fr} ^{2}\ \mathrm {Re} ^{4}}}}       | {\displaystyle \mathrm {Mo} ={\frac {\mathrm {We} ^{3}}{\mathrm {Fr} ^{2}\ \mathrm {Re} ^{4}}}}                     | {\displaystyle \mu =\rho \ \nu }                                        |
| Despejando                                                             | {\displaystyle {\frac {\mathrm {We} }{\sqrt[{3}]{\mathrm {Fr} ^{2}\ \mathrm {Re} ^{4}}}}={\frac {\rho \ {\sqrt[{3}]{g\ \nu ^{4}}}}{\sigma }}} | |                                                                         |
| Elevando al cubo                                                       | {\displaystyle {\frac {\mathrm {We} ^{3}}{\mathrm {Fr} ^{2}\ \mathrm {Re} ^{4}}}={\frac {\rho ^{3}\ g\ \nu ^{4}}{\sigma ^{3}}}}               | |                                                                         |
| Sustituyendo                                                           | {\displaystyle \mathrm {Mo} ={\frac {\rho ^{3}\ g\ \nu ^{4}}{\sigma ^{3}}}}                                                                   | {\displaystyle \mathrm {Mo} ={\frac {\rho ^{3}\ g\ \nu ^{4}}{\sigma ^{3}}}}                                         |                                                                         |
| Multiplicando {\displaystyle {\Bigl (}{\frac {\rho }{\rho }}{\Bigr )}} | {\displaystyle \mathrm {Mo} ={\frac {\rho ^{3}\ g\ \nu ^{4}}{\sigma ^{3}}}{\Bigl (}{\frac {\rho }{\rho }}{\Bigr )}}                           | {\displaystyle \mathrm {Mo} ={\frac {\rho ^{3}\ g\ \nu ^{4}}{\sigma ^{3}}}{\Bigl (}{\frac {\rho }{\rho }}{\Bigr )}} |                                                                         |
| Ordenando                                                              | {\displaystyle \mathrm {Mo} ={\frac {(\rho \ \nu )^{4}g}{\rho \ \sigma ^{3}}}}                                                                | {\displaystyle \mathrm {Mo} ={\frac {(\rho \ \nu )^{4}g}{\rho \ \sigma ^{3}}}}                                      |                                                                         |
| Sustituyendo                                                           | {\displaystyle \mathrm {Mo} ={\frac {\mu ^{4}\ g}{\rho \ \sigma ^{3}}}}                                                                       | {\displaystyle \mathrm {Mo} ={\frac {\mu ^{4}\ g}{\rho \ \sigma ^{3}}}}                                             | {\displaystyle \mathrm {Mo} ={\frac {\mu ^{4}\ g}{\rho \ \sigma ^{3}}}} |

{\displaystyle \mathrm {Mo} ={\frac {\mu ^{4}\ g}{\rho \ \sigma ^{3}}}}
- Datos: Q1346119